# St. Georg (Günterode)

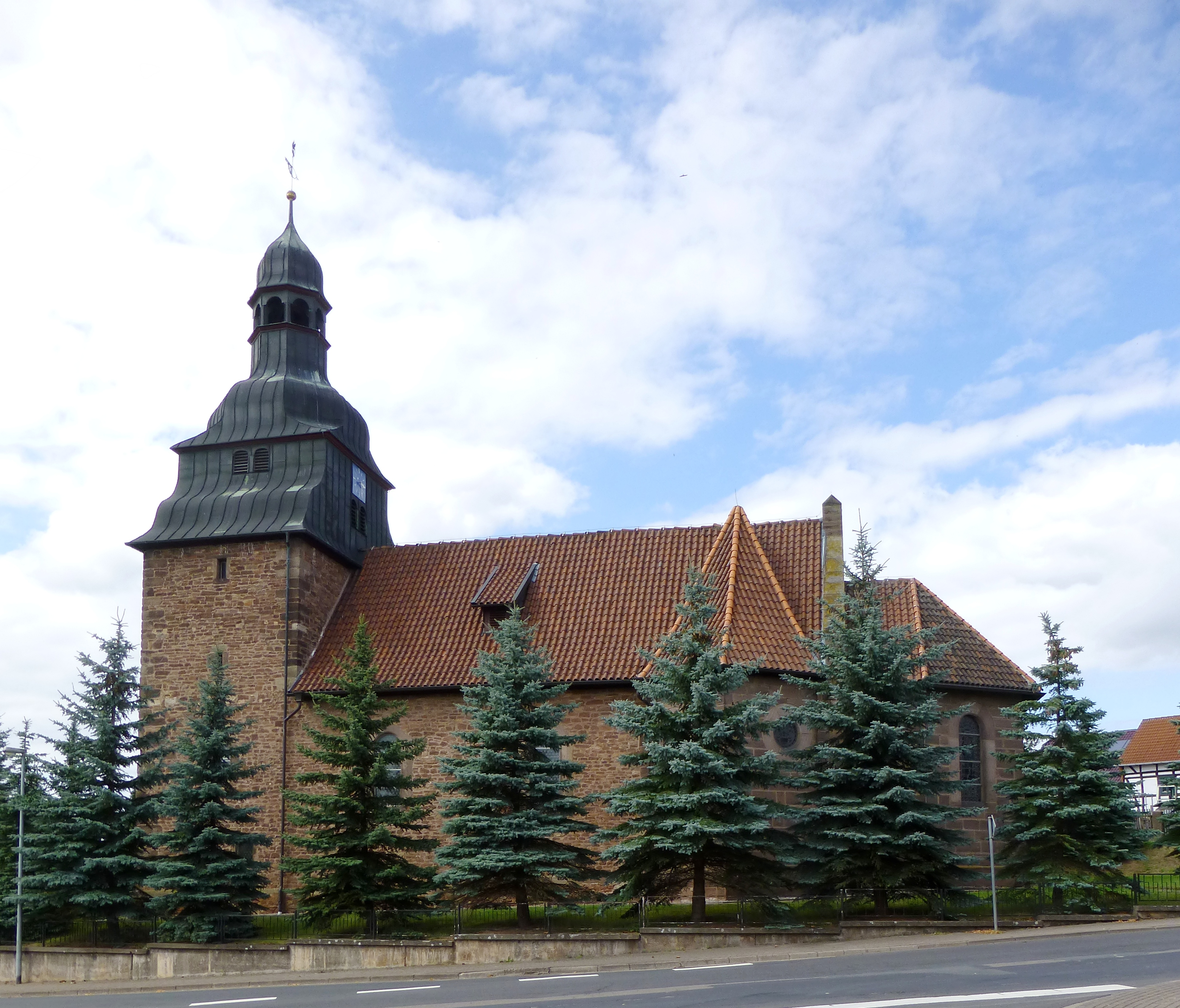
St. Georg

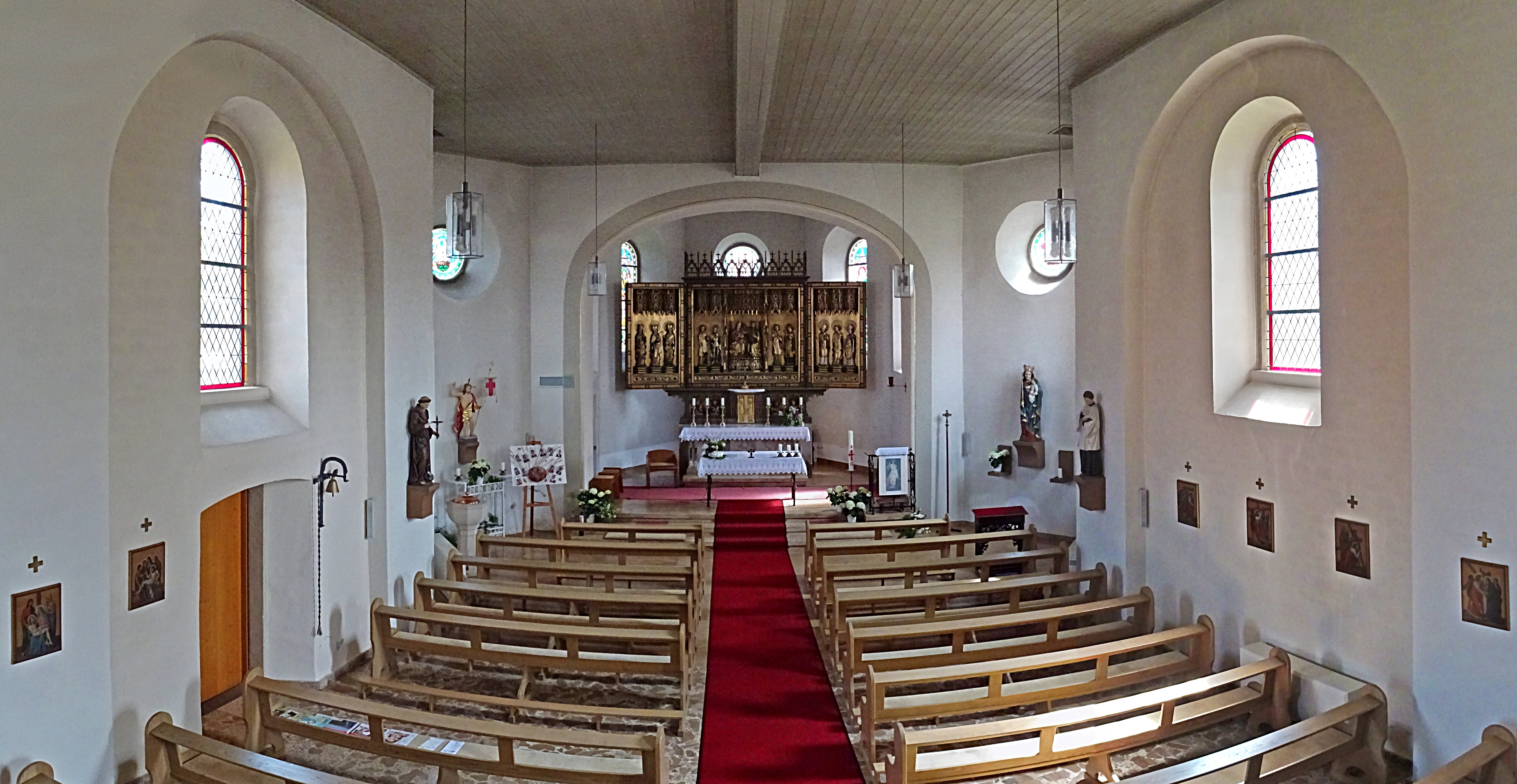
Innenraum-Panorama

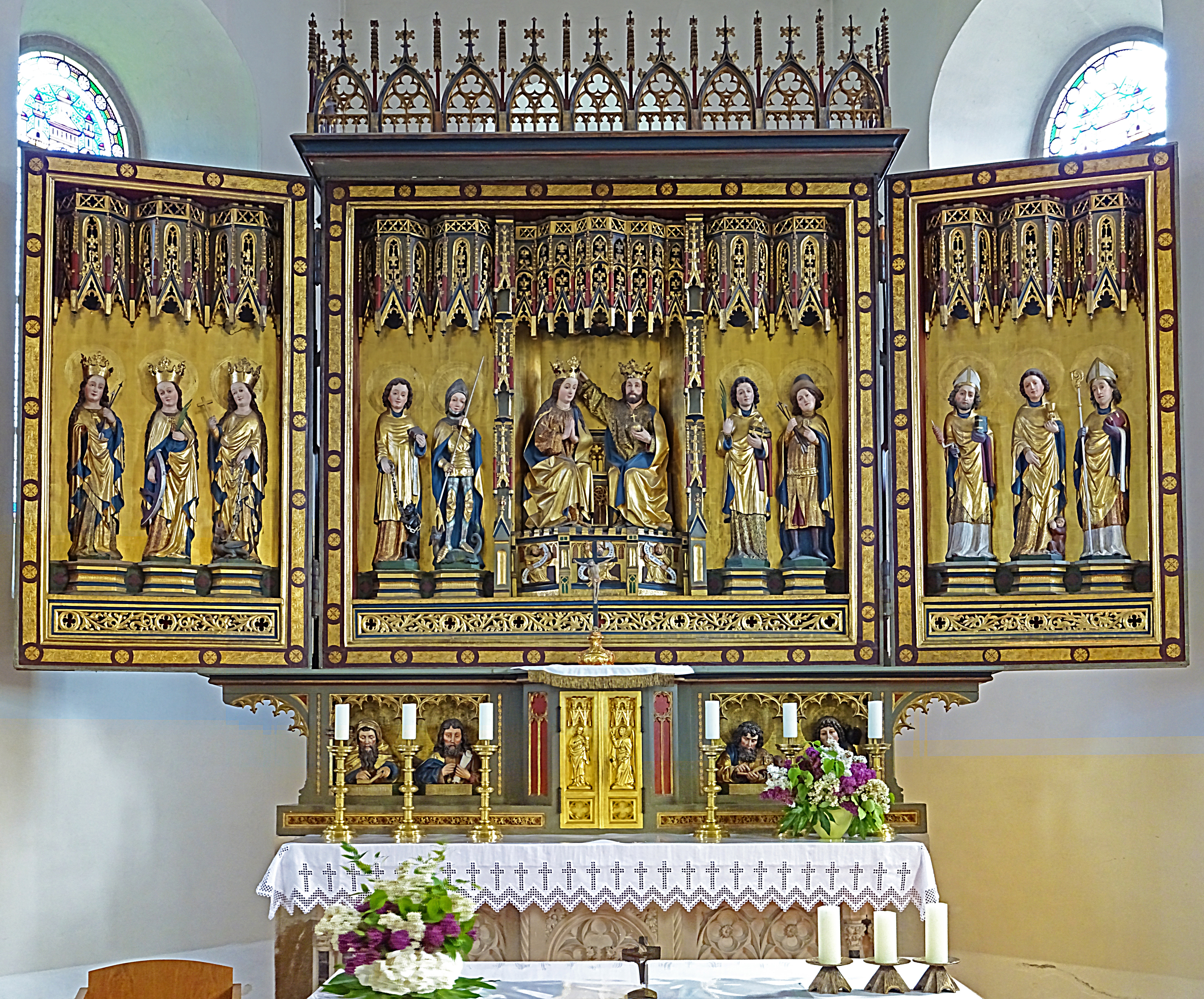
Spätgotischer Schnitzaltar

Die römisch-katholische Filialkirche St. Georg steht in Günterode im thüringischen Landkreis Eichsfeld. Sie ist Filialkirche der Pfarrei St. Nikolaus Siemerode im Dekanat Heiligenstadt des Bistums Erfurt. Sie trägt das Patrozinium des heiligen Georg.

## Geschichte
Die Dorfkirche wurde 1735 auf den Namen des Heiligen Georg geweiht. Der Kirchturm und das heutige Kirchenschiff wurden allerdings bereits 1713 erbaut. 1892 wurde der Chorraum angebaut.
1955 fand die Weihe der drei Glocken statt. Sie waren der Ersatz für zwei Glocken, die während des Zweiten Weltkrieges für Rüstungszwecke eingeschmolzen wurden.
Ein Kriegerdenkmal für die Opfer des Ersten Weltkrieges an der ehemaligen Treppe zur Kirche wurde 1979 im Zuge Straßenbaumaßnahmen entfernt.

## Ausstattung
Ein spätgotischer Schnitzaltar aus der Klosterkirche Reifenstein wurde 1805 eingebaut.
Mit dem Anbau der Sakristei im Jahre 2000 erhielt das Gotteshaus sein heutiges Aussehen.

## Orgel

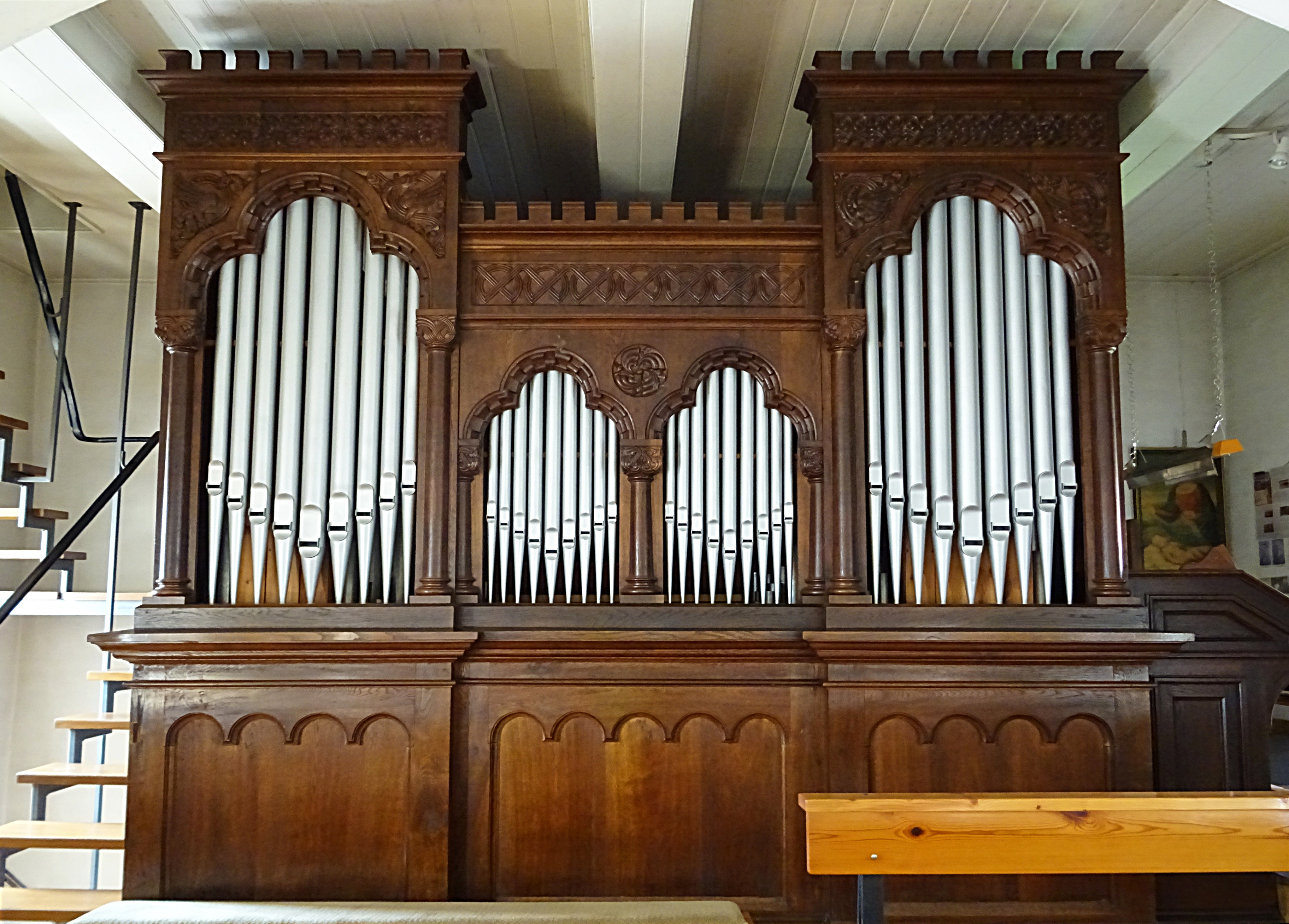
Die Krell-Orgel

Die original erhaltene Orgel von Louis Krell, Opus 146, wurde 1904 geweiht und 2009 von Johannes Motz Orgelbau generalsaniert. Sie verfügt über 18 Register, verteilt auf Hauptwerk, Oberwerk und Pedal und hat folgende Disposition:
| I Hauptwerk |                  |       |
| 1.          | Bordun           | 16′   |
| 2.          | Prinzipal        | 8′    |
| 3.          | Gambe            | 8′    |
| 4.          | Hohlflöte        | 8′    |
| 5.          | Oktave           | 4′    |
| 6.          | Flûte harmonique | 4′    |
| 7.          | Rauschquinte     | 2 ⁄3′ |
| 8.          | Mixtur III-IV    |       |

| II Oberwerk |                  |    |
| 9.          | Lieblich Gedackt | 8′ |
| 10.         | Salicional       | 8′ |
| 11.         | Harmonika        | 4′ |

| Pedal |           |     |
| 12.   | Subbass   | 16′ |
| 13.   | Oktavbass | 8′  |
| 14.   | Cellobass | 8′  |

- Koppeln: II/I, II/I 4′, I/P, II/P